# Friedrich Theodor Meyer
Friedrich Theodor Meyer (* 17. Juni 1870 in Tangermünde; † 26. August 1928) war ein deutscher Manager. Meyer war Generaldirektor der Zuckerfabrik Tangermünde (gegründet 1796 von Friedrich Theodor Meyer (1796–1884), genannt „Zucker-Meyer“) und Mitglied der Reichsgruppe Industrie sowie Kommerzienrat und Ehrenbürger der Stadt Tangermünde.

## Biografie
Meyer besuchte das Realgymnasium Magdeburg und absolvierte danach seinen Einjährig-Freiwilliger-Militärdienst. Darauf folgte das Studium der Chemie, Physik und Mathematik an der Universität Heidelberg und 1895 die Promotion zum Dr. phil. und ein Studium an der Technischen Hochschule Berlin-Charlottenburg. 1900 trat Meyer in die Zuckerfabrik Tangermünde ein und wurde technischer Leiter. Nach dem Kriegsdienst von 1914 bis 1917 nahm er diese Tätigkeit wieder auf.
Meyer war Mitglied des Aufsichtsrates der Maschinenfabrik Sangerhausen AG. Zudem war er seit 1921 Ausschussmitglied des Vereins für die Rübenzuckerindustrie des Deutschen Reichs, stellvertretender Vorsitzender des Magdeburger Zweigvereins der Deutschen Zuckerindustrie und Mitglied des Elbe-Wasserstraßen-Beirats. Seit 1920 war er Vorstandsmitglied der Zuckerberufsgenossenschaft, seit 1927 2. Stellvertreter des Vorsitzenden und überdies Vorstandsmitglied des Technischen Vereins der Zuckerfabrikanten.
In seiner Heimatstadt nahm er zahlreiche Ämter wahr. Meyer amtierte seit 1919 als Mitglied des Stadtverordnetenkollegs und war Stadtrat und Stadtältester in Tangermünde. Als Mitglied des Kreistages des Landkreises Stendal hatte er zahlreiche Ehrenposten. Seit 1926 war er Dr. Ing. e. h. der Technischen Hochschule Berlin-Charlottenburg.
Zudem war er Erster Vorsitzender des Museumsvereins Tangermünde.